# HMS Petunia (K79)
HMS Petunia (K79) je bila korveta razreda flower Kraljeve vojne mornarice, ki je bila operativna med drugo svetovno vojno.

## Zgodovina
Januarja 1946 je bila ladja prodana Tajvanu, kjer so jo vključili v Vojno mornarici Republike Tajvan, kjer so jo preimenovali v Fu Po. 19. marca 1947 se je ladja potopila.